# 쓰촨 요리

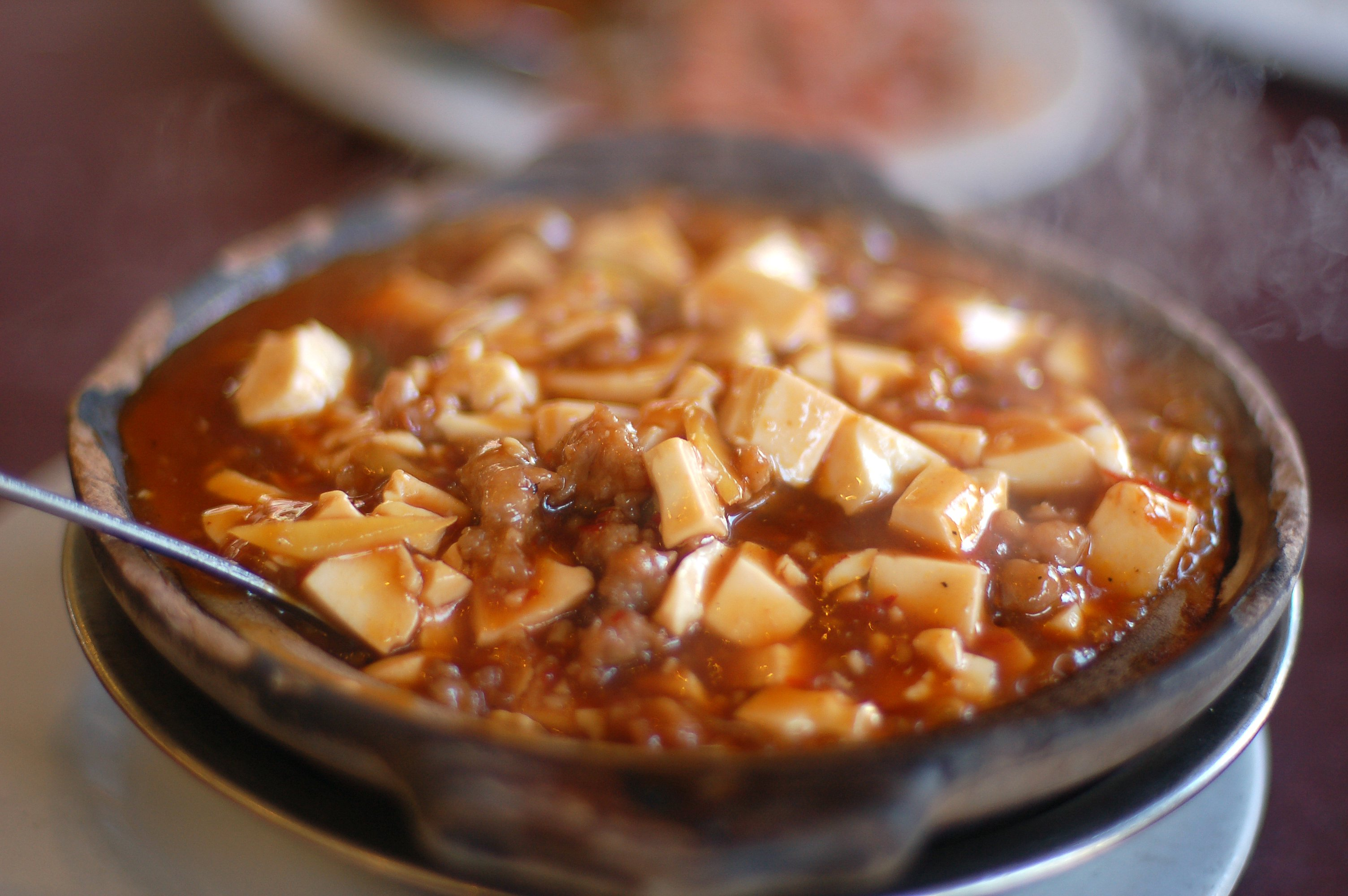
한국인에게 익숙한 쓰촨 요리 음식인 마파두부

쓰촨 요리(Sichuan料理, 중국어: 四川菜, 병음: Sìchuān cài 쓰촨차이[*]) 또는 천요리(川料理, 중국어: 川菜, 병음: chuāncài 촨차이[*])는 중국 요리 중 쓰촨 지방의 요리이다. 사천 요리(四川料理)라고도 부른다. 좁은 뜻으로는 쓰촨 지방의 향토 요리이고, 광의로는 원래 쓰촨성의 일부였던, 충칭의 요리는 물론이고, 공통된 특징을 갖는 윈난성,  구이저우성 등의 요리도 포함한 향토 요리의 계통을 말한다.

## 개요
쓰촨 요리는 일반적으로 향이 강한 화자오나 매운 고추 등의 향신료를 많이 넣어, 향이 강하고, 매운 중국 요리로 알려져 있다. 사천 성 청두를 본고장으로 하며, 중국에서의 일반적인 호칭은 촨차이(川菜)라고 한다. 사천 요리는 중국 내에서도 유명하며 정통 사천요리를 의미하는 정종천미(正宗川味)라고 붙여둔 간판도 눈에 자주 뛴다.
톡 쏘는 얼얼한 매운 맛을 의미하는 마라(麻辣)을 맛의 중심으로 하고 있고, 중국의 다른 지방 요리와 비교해도 향신료를 많이 쓰는 편이다. 이것은 쓰촨성이나 충칭의 여름에 습도가 높고, 겨울과 기온 차가 큰 기후와 밀접하게 관계되어 있다. 내륙지방이라는 지역성을 반영해 해산물 재료는 적게 들어가고, 야채나 닭, 오리고기, 곡류를 주 재료로 하고 있지만 최근에는 유통망이 발달해서 음식 재료로 해산물도 서서히 받아들이고 있다.
현지 사람들은 “쓰촨은 분지 지형에 습기가 많아 매운 것을 먹고 땀을 흘려 건강을 유지한다.”라고 말한다. 매운 것을 많이 사용하는 인도 요리나 태국 요리는 모두 고온다습한 지형과 관련이 있다.

## 종류
- 마파두부
- 위샹러우쓰
- 궁바오지딩
- 후이궈러우
- 고추잡채
- 위샹체쯔
- 마라훠궈

## 같이 보기
- 중국 요리
- 광둥 요리
- 후난 요리